# Олона Ест (Варезе)
Олона Ест је насеље у Италији у округу Варезе, региону Ломбардија.
Према процени из 2011. у насељу је живело 25 становника. Насеље се налази на надморској висини од 207 м.